# Ig Nobelprisen
Ig Nobelprisen er en parodi på Nobelprisen, der uddeles hvert år i oktober omkring samme tidspunkt, hvor de rigtige Nobelpriser offentliggøres. Ig Nobelpriserne uddeles for at hædre bedrifter, der "først får folk til at le, derefter til at tænke". Priserne er til tider udtryk for kritik eller satire, men også regulær (men "mærkelig") videnskabelig forskning bliver hædret. Prisuddelingen arrangeres af det videnskabelige, humoristiske tidsskrift Annals of Improbable Research, og uddeles af en gruppe, der inkluderer rigtige Nobelprisvindere ved en ceremoni i Harvard University's Sanders Theater.
De første Ig Nobelpriser blev uddelt i 1991 for opdagelser, der "hverkan kan, eller bør, gentages". Det erklærede mål er dog i dag et andet, nemlig "at fejre det usædvanlige, hædre det fantasifulde - og anspore interessen for videnskab, medicin og teknologi".  Kategorierne skifter fra år til år, men er ofte indenfor tilsvarende kategorier som de rigtige nobelpriser, herunder fysik, kemi, medicin, litteratur, fred m.v. Der er dog også uddelt priser inden for emner som 'Aviation', 'Science Education', ‘Visionary Technology', 'Computer Science' og  'Fluid Dynamics'; sidstnævnte pris er bl.a. blevet uddelt til en gruppe forskere, der beregnede, hvorledes tryk opbygges i en pingvin, når den skal have afføring.
Navnet er et ordspil på det engelske ord "ignoble" (for uædel), og Alfred Nobels efternavn. 
Prisen omtales ofte som en "alternativ Nobelpris". Ved selve prisuddelingen medvirker som regel flere modtagere af "den rigtige" Nobelpris.
Som eksempler på prisvindere er 'Fluid Dynamics Prize' uddelt til forskere, der har studeret, hvorfor man spilder kaffe, når man går med en kaffekop, Kemiprisen til opfinderne af en brandalarm, der vækker sovende med luftbåren wasabi, og Vilnius' borgmester, der modtog Fredsprisen ved at påvise, at man kan løse problemet med ulovligt parkerede luksusbiler ved at køre dem over med en tank.
Hvor Ig Nobelprisen i de første år primært blev givet som led i kritik eller latterliggørelse (Dan Quayles undervisningspris i anledning af de mange offentlige fortalelser, fredsprisen til brintbombens fader Edward Teller og Michael Milkens økonomipris for opfindelsen af junk bond'en), er Ig Nobelprisen ved senere uddelinger primært givet til seriøse forskere (bl.a. den "rigtige" nobelprismodtager Andre Geim), der har forsket i mere kuriøse emner eller har opnået pudsige forskningsresultater (eksempelvis den neurovidenskabelige pris, der i 2011 blev givet til forskere, der ved at påvise hjerneaktivitet i en død laks konkluderede, at gængse neurovidenskabelige målinger var usikre og anatomiprisen givet til et hold forskere, der påviste, at chimpanser kan genkende hinanden ud fra billeder af deres bagdel).

## Danske prismodtagere
- 1995 - Public Health – Til Ruth Nielsen fra Danmarks Tekniske Universitet og Martha Kold Bakkevig fra SINTEF Unimed i Trondheim, Norge, for "Impact of Wet Underwear on Thermoregulatory Responses and Thermal Comfort in the Cold."[10]
- 2004 - Biologi – Til gruppe af forskere, bl.a. Magnus Wahlberg fra Aarhus Universitet, for forskningsresultat, der viser, at sild tilsyneladende kommunikerer ved at prutte.[11][12]
- 2018 - Antropologi - Til en gruppe forskere, bl.a. danske Elainie Madsen[13] fra Lunds Universitets Cognitive Science,[14] for at påvise, at chimpanser i en zoologisk have imiterer mennesker stort set lige så ofte og lige så godt, som mennesker imiterer chimpanser.[15]
- 2024 - Probability - Til en gruppe af forskere, bl.a. danske Adam Finnemann fra University of Amsterdam, for at slå plat og krone 350,757 gange og påvise at en mønt har større sandsynlighed for at lande på den samme side, som den startede på.[16][17]

## Eksterne links
- Ig Nobelprisens officielle hjemmeside Arkiveret 4. juni 2019 hos  Wayback Machine (engelsk)